# Machaerota siebersi
Machaerota siebersi is een halfvleugelig insect uit de familie Machaerotidae. De wetenschappelijke naam van deze soort is voor het eerst geldig gepubliceerd in 1928 door Schmidt.